# Xã Lake, Quận Perry, Arkansas
Xã Lake (tiếng Anh: Lake Township) là một xã thuộc quận Perry, tiểu bang Arkansas, Hoa Kỳ. Năm 2010, dân số của xã này là 664 người.